# Quatrième Bucolique
La Quatrième Bucolique est la plus célèbre du recueil et celle qui connaît le plus grand nombre d’exégèses.
Composée en 40 av. J.-C., elle a, dès l’Antiquité, suscité des interprétations allégoriques et même une interprétation chrétienne, puisqu’elle annonce qu‘on verra refleurir l’âge d’or à la venue d’une Vierge et d’un enfant prédestiné. Bien des commentateurs ont cherché à identifier l’enfant, mais il faut probablement chercher une réponse métaphorique et symbolique plutôt qu’historique.
La construction du poème est rigoureuse. Elle suit les étapes de la vie de l’enfant et les bienfaits qui en découlent : dès son enfance, la condition de l’humanité s’améliore ; lorsqu’il devient adolescent, la nature redevient généreuse ; lorsqu’il est adulte, un nouvel âge d’or règne sur terre, rendant le travail inutile, et Virgile souhaite que le souffle et le temps lui soient donnés pour célébrer ces grands événements.
Le ton de ce poème est très différent de celui des autres églogues, beaucoup plus solennel. Même si la thématique pastorale est présente, ici, pas de bergers ni de troupeaux. Virgile ne donne pas la parole à des personnages, mais s’exprime directement, comme poète inspiré, dans un chant fondateur, un discours messianique et prophétique.

## Présentation
La Quatrième Bucolique s’inscrit dans un contexte historique précis. Plus que dans d’autres, Virgile y anticipe les thèmes de son œuvre future. Porté par son sentiment d’un monde qui bascule, il y témoigne d’une aspiration fervente à la paix que les nouveaux maîtres du pouvoir promettent de satisfaire : il s’adresse au consul Asinius Pollion, négociateur (pour Marc Antoine) de la paix de Brindes avec Octavien en 40 av. J.-C.. Cette trêve dans la longue succession des guerres civiles romaines ouvre une période de prospérité, un retour de l'âge d’or veut croire Virgile, dont la naissance de cet enfant, accomplissement de prophéties, est en quelque sorte le garant.   
Les Anciens avaient une conception cyclique du temps, et la notion de l’Âge d’or, déjà chanté par Hésiode  dans Les Travaux et les Jours (v. 109-121), est reprise à Rome par Lucrèce et Catulle, chacun avec des variantes personnelles. Or Virgile innove. Il situe cette période heureuse non, comme eux, dans un passé lointain ou, comme Horace, dans une région indéfinie, mais dans son présent —  hic et nunc — même s’il lui attribue des caractéristiques idéales, voire empreintes de merveilleux : le travail rendu inutile tant la nature est généreuse, la disparition de la violence des prédateurs, le rapprochement entre les dieux et les hommes,.
La forme de cette Bucolique est inédite. Dès le prologue, Virgile revendique l’emploi d’un « registre plus élevé », qui a même des accents épiques pour annoncer la venue de cet enfant miraculeux, même s’il n’abandonne pas les thèmes et motifs traditionnels de la poésie bucolique.
Bien des hypothèses ont été proposées autour de l’identité de cet enfant : un fils de Pollion ? l’enfant d’un autre personnage illustre ? Finalement, l’important n’est pas de savoir qui est cet enfant, mais ce qu’il signifie. Il est le symbole de ce nouvel âge d’or qui coïncide avec l’âge d’or initial, mais ne peut s'identifier à lui, car, à cause de l'écoulement du temps, il n’est pas sur le même plan : celui-ci, les hommes l’ont mérité par leurs souffrances (celles, historiques, de la guerre civile).
Une autre originalité de ce poème est la situation d’énonciation : Virgile ne met pas en scène des personnages fictifs qui dialoguent ou monologuent, c’est le poète lui-même qui s’exprime, s’adressant directement à l’enfant avec exaltation, surtout lorsqu’il évoque sa dimension cosmique (v. 48-52) ou exprime ses propres aspirations poétiques (v. 53-59), et avec émotion dans sa conclusion.

## Plan du texte
Après un prologue de trois vers, le poème suit une progression chronologique qui peut se diviser en trois parties, imaginant le développement de l'enfant en parallèle avec les étapes de l'installation du nouvel âge d'or.
- Naissance (v. 4-25), environnée de prodiges (v. 4-10), sous le consulat de Pollion (v. 11-14) ; aperçus de sa vie future (v. 15-17) parallèlement à l'émergence de l'âge d'or (v. 18-25)
- Croissance, formation et maturité (v. 26-47), en parallèle avec l'installation de l'âge d'or dans la durée, en deux tableaux successifs : la formation (v. 26-36) puis la maturité (v. 37-45) ; l'évocation est conclue par le message des Parques (v. 46-47).
- Souhaits du poète (v. 48-63) : accompagner ce temps et pouvoir chanter ce nouvel âge d'or, en trois étapes : adresse à l'enfant dans sa dimension cosmique (v.48-52) ; hautes aspirations poétiques personnelles : surpasser Orphée et Linus (v. 53-59)[N 5] ; adresse à l'enfant nouveau-né (v. 60-63)[10].

## Étude littéraire
Dans le prologue, invoquant les Muses de Sicile et évoquant « les vergers et les humbles myrtes », le poète reste dans la sphère bucolique, mais il précise immédiatement sa volonté de quitter le genre « humble » de la poésie pastorale pour « chanter un peu plus haut » : « Sicelides Musae, paulo majora canamus. » et inscrire son poème dans l'histoire :

« Si nous chantons les bois, que les bois soient dignes du consul ! »

### Naissance de l'enfant et émergence de l'âge d'or (v. 4 - 25)
| Ultima Cumaei venit jam carminis aetas; magnus ab integro saeclorum nascitur ordo. jam redit et Virgo, redeunt Saturnia regna, jam nova progenies caelo demittitur alto. | Voici que vient enfin, le dernier âge prédit par la Sibylle : le grand ordre de siècles tout entier renaît. Déjà la Vierge revient sur la terre, et revient le règne de Saturne; déjà descend des cieux une nouvelle génération. |

Les quatre premiers vers de ce passage, solennels et martelés par des allitérations d'occlusives se présentent comme une véritable prophétie : allusion aux Livres sibyllins (Cumaei carminis), dramatisation de l'attente par la répétition de jam en début des vers 6 et 7, annonce d'un retour cyclique (redit Virgo, redeunt Saturnia regna), dont Gérard de Nerval se fera l'écho dans Vers dorés.
Vient ensuite l'adresse à Pollion, dont le consulat (en 40 av. J.-C.) permet de dater précisément l'évènement célébré. Ce véritable panégyrique fait de cet homme d'État le précurseur de cette « ère glorieuse » (v. 11) qui verra la « terre pacifiée » (v. 17) sous le règne de cet enfant qui « recevra la vie qui est celle des dieux […] et se verra à eux [mêlé] » ( ille deum uitam accipiet […]
et ipse uidebitur [permixtus] illis) (v. 15-16).
Virgile poursuit par la célébration du « cadeau » que la nature, elle aussi pacifiée, exubérante (v. 19-20), généreuse (v. 29-30) fera à cet enfant : évocation, en brefs tableaux successifs, selon un rythme ternaire amplifié par les enjambements, d'un monde merveilleux où plantes locales et exotiques s'associent en duos, où lions et troupeaux vivent en paix (v. 22), d'où ont disparu serpents venimeux  et plantes vénéneuses (v. 24), où s'épanouiront des plantes exotiques parfumées comme l'amome assyrien (v. 25).

## Postérité de l'œuvre

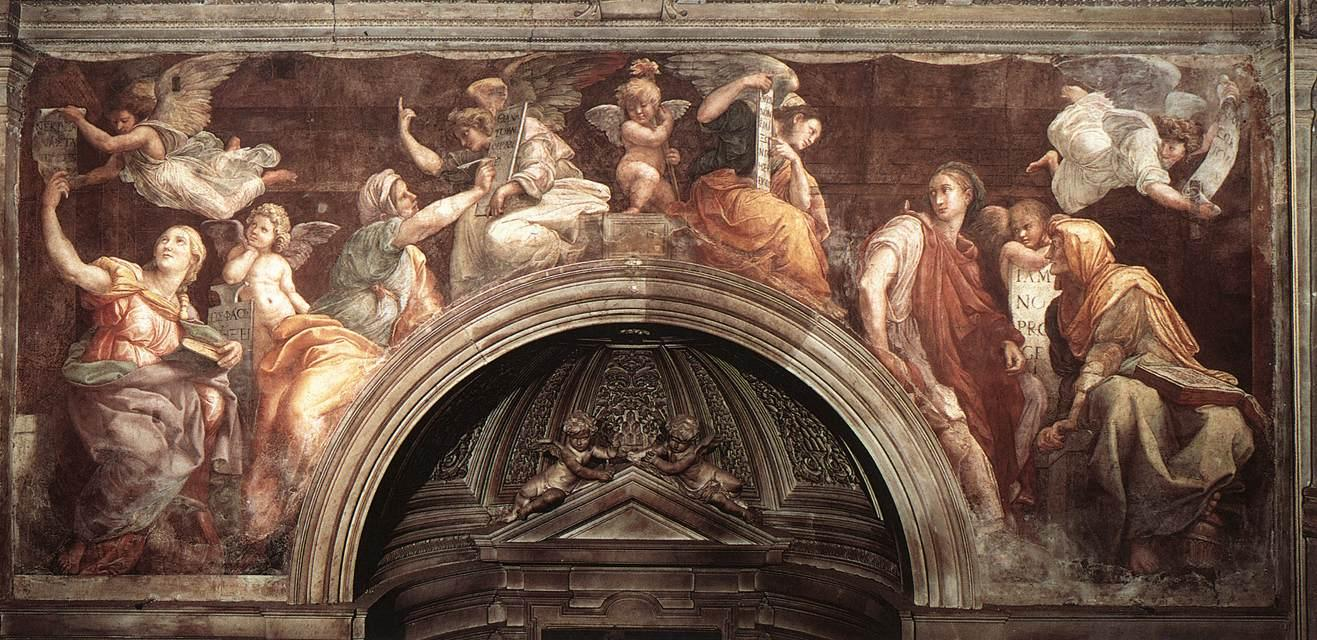
Les quatre Sibylles messianiques (celle de Cumes est à droite). Fresque de Raphaël, ~ 1514, Basilique de la Sainte Trinité (Florence).

### Interprétations
Aucun autre poème antique n'a suscité autant d'exégèses.

#### De l'Antiquité à la Renaissance
Très tôt la lecture rationnelle est discutée : pour les lecteurs chrétiens des premiers siècles les allusions mystiques, comme les prophéties de la Sibylle de Cumes, le serpent écrasé par une vierge, l'avènement d'un millénaire de paix ne pouvaient qu'annoncer le Christ incarné dans cet enfant miraculeux.
Au début du IVe siècle Lactance propose cette interprétation allégorique dans ses Divinae institutiones (Livre VII) et Constantin le Grand, en 323, cite Virgile parmi les annonceurs du Christ, au même titre que les prophètes de l'Ancien Testament.  Dans les années 420 Saint-Augustin, dans le livre X de La Cité de Dieu reprend l'idée, mais considère Virgile comme un simple vecteur des prophéties sibyllines dont il ne saisissait pas toute la portée : « Il est bien évident que nous n'avons pas là une invention de Virgile ; lui-même l'indique au quatrième vers de cette églogue quand il dit voici déjà venu le dernier âge prédit par la prophétie de Cumes ; d'où il apparaît sans hésitation possible qu'en cet endroit le poète a parlé d'après la Sibylle de Cumes ».
Pour Fulgence de Ruspe, au début du VIe siècle, l’Enfant devient une sorte de représentation prophétique du Christ, avec quarante ans d’avance.
Au XIIIe siècle le très doctrinaire Innocent III présente comme un article de foi chrétienne l'annonce messianique de la Quatrième Bucolique. Aussi, durant tout le Moyen Âge, était-on persuadé que Virgile avait bénéficié d'une intuition d'origine divine pour annoncer la venue du Christ.
Au XIVe siècle, dans sa Divine Comédie Dante cite même, en les traduisant, les vers 4 à 7 de la Quatrième Bucolique, quand il présente Virgile comme « celui qui va de nuit, portant derrière son dos une lumière ; et à lui elle ne sert, mais il instruit ceux qui le suivent, quand [il a] dit : Le siècle se renouvelle ; la justice revient, et le premier âge de l’homme ; du ciel descend une race nouvelle ».

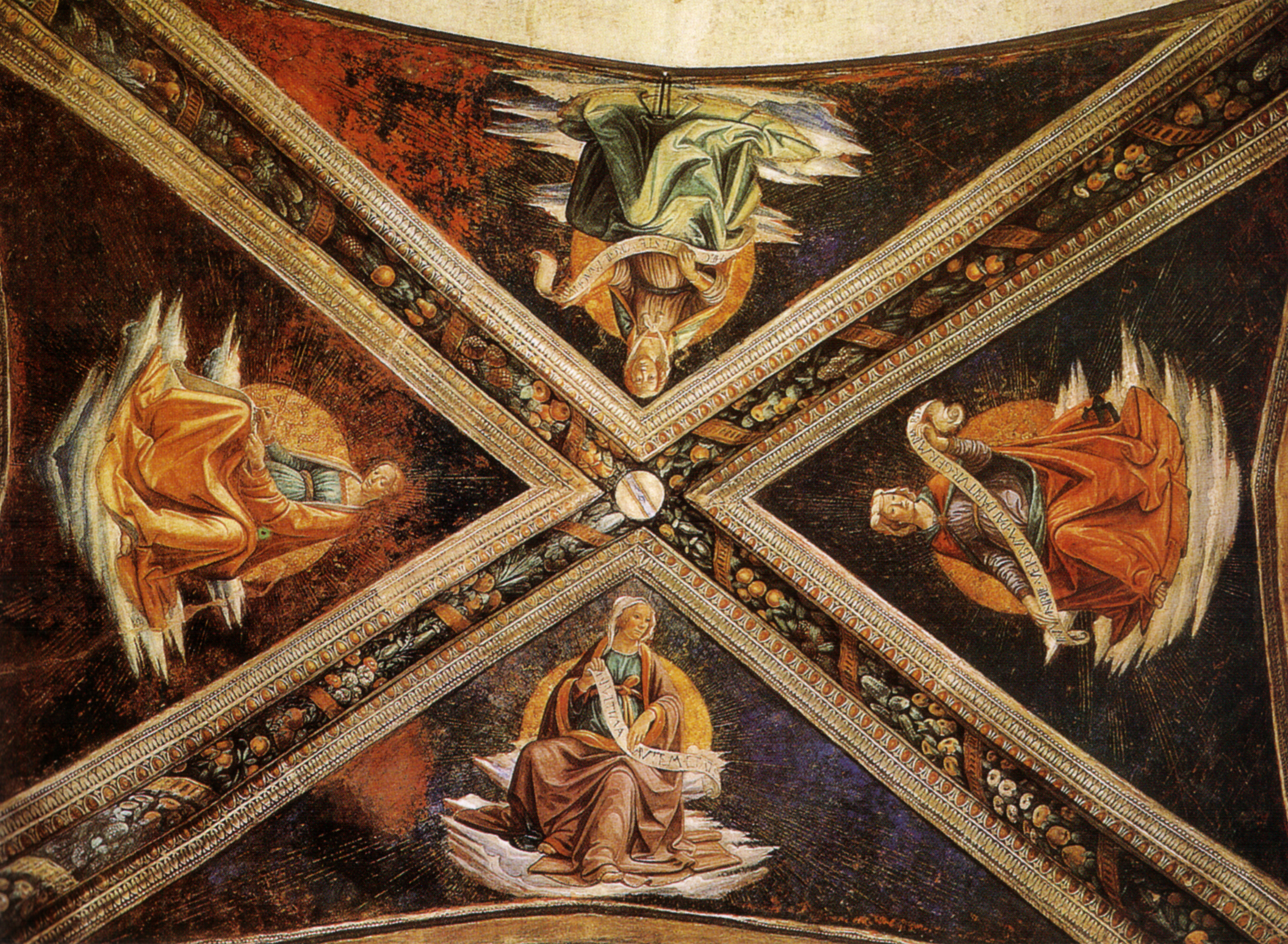
Voute de la chapelle Sassetti, œuvre de Domenico Ghirlandaio.

L'iconographie chrétienne n'est pas en reste : Virgile est représenté dans des psautiers et des livres de prières, souvent légendé d'une citation de la Quatrième Bucolique. Et la Sibylle ou plutôt les Sibylles — associées ou non à Virgile — deviennent elles-mêmes un motif religieux majeur, surtout à partir du Quattrocento quand on redécouvre l'Antiquité. En témoignent, entre autres, la chapelle Sassetti dans la basilique Santa Trinita à Florence, dont la voute est ornée de quatre sibylles dont trois tiennent des phylactères précisant le rôle prophétique que Virgile a, selon l'interprétation chrétienne, assigné à celle de Cumes :  Hec teste Virgil Magnus – In ultima autem etate – Invisibile verbum palpabitur germinabit, mais aussi la Salle des Sibylles des Appartements Borgia dans le palais du Vatican, la fresque de Raphaël dans l'église Santa Maria della Pace à Rome, ou celle du plafond de la chapelle Sixtine.

#### AuxXVIIIeetXIXesiècles
Voltaire évoque, dubitatif mais sans trop ironiser, cette croyance dans l'article « Sibylle » de son Dictionnaire philosophique :

« Enfin ce fut d’un poëme de la sibylle de Cumes que l’on tira les principaux dogmes du christianisme. Constantin, dans le beau discours qu’il prononça devant l’assemblée des saints, montre que la quatrième églogue de Virgile n’est qu’une description prophétique du Sauveur […]

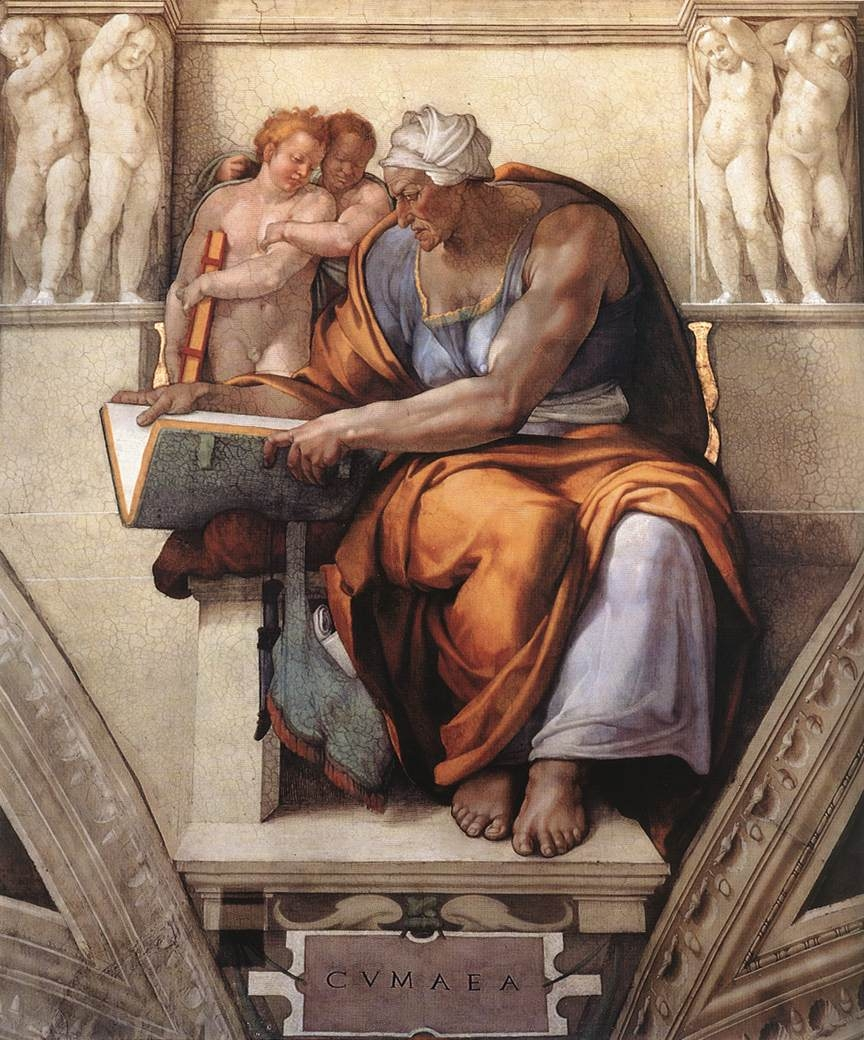
Michel-Ange, Sibylle de Cumes, plafond de la Chapelle Sixtine.

On crut voir dans ce poëme le miracle de la naissance de Jésus d’une vierge, l’abolition du péché par la prédication de l’Évangile, l’abolition de la peine par la grâce du Rédempteur. On y crut voir l’ancien serpent terrassé, et le venin mortel dont il a empoisonné la nature humaine entièrement amorti. On y crut voir que la grâce du Seigneur, quelque puissante qu’elle soit, laisserait néanmoins subsister dans les fidèles des restes et des vestiges du péché ; en un mot, on y crut voir Jésus-Christ annoncé sous le grand caractère de fils de Dieu.
Il y a dans cette églogue quantité d’autres traits qu’on dirait avoir été copiés d’après les prophètes juifs, et qui s’appliquent d’eux-mêmes à Jésus-Christ : c’est du moins le sentiment général de l’Église. Saint Augustin en a été persuadé comme les autres, et a prétendu qu’on ne peut appliquer qu’à Jésus-Christ les vers de Virgile. Enfin les plus habiles modernes soutiennent la même opinion. »

Au début du XIXe siècle, qui voit, après la tourmente révolutionnaire, la réhabilitation du christianisme avec l'œuvre de Chateaubriand, la lecture chrétienne de Virgile redevient à la mode et fait de lui un passeur, un prophète. Le jeune Victor Hugo, qui admire infiniment le poète latin, reprend aussi le thème d'un Virgile « préchrétien », prophète et messie, dans le poème XVIII desVoix intérieures :
C'est que, rêvant déjà à ce qu'à présent on sait,

Il chantait presque à l'heure où Jésus vagissait.

C'est qu'à son insu même il est une des âmes

que l'Orient lointain teignait de vagues flammes.

C’est qu’il est un des cœurs que, déjà sous les cieux,

Dorait le jour naissant du Christ mystérieux.
De son côté, Gérard de Nerval se réclame à plusieurs reprises de l’autorité de Virgile, qu'il considère comme un des grands représentants de la culture gréco-latine. Ainsi, il reprend l’idée exprimée dans la Quatrième Bucolique d'un temps cyclique et de la renaissance à venir, dans les tercets d'un sonnet qui paraît pour la première fois sous le titre de Vers Dorés en décembre 1845 et sera repris d'abord sous le titre Daphnée (dans Petits châteaux de Bohème) en 1852 puis Delfica (dans Les Chimères) en 1854.
- Vers Dorés est précédé de l'épigraphe « Ultima Cumaei venit jam carminis aetas » (Voici qu'arrive l'âge ultime prédit par les prophéties de Cumes), le quatrième vers de cette bucolique. Cet « âge ultime » prédit par la sibylle est précisé dans les vers 5 et 6 : « Magnus ab integro saeclorum nascitur ordo./ Jam redit et Virgo, redeunt Saturnia regna. » (Le grand ordre des siècles renait. Voici déjà venir la Vierge et revenir le règne de Saturne), ce que Nerval évoque ainsi dans le premier tercet de son poème :

Ils reviendront ces Dieux que tu pleures toujours :

Le Temps va ramener l’ordre des anciens jours ;

La terre a tressailli d’un souffle prophétique !
- En 1852 Nerval reprend le début du vers 6 (Jam redit et Virgo...) comme épigraphe de Daphné. Cependant le deuxième tercet semble décevoir l’espoir de retour prochain du passé annoncé dans le premier, et éterniser l’état d’attente, le christianisme (évoqué par « l'arc de Constantin ») semblant vainqueur définitif des cultes antérieurs.

Cependant la Sibylle au visage latin

Est endormie encor sous l’arc de Constantin,

Et rien n’a dérangé le sévère portique.
- Aussi, en 1854, dans « Les Chimères » annexées aux Filles du feu, le poème n'aura-il plus d'épigraphe. Le nom du personnage féminin change d’orthographe, devenant Dafné, et le titre du sonnet devient Delfica, qui rappelle Delphes, haut lieu panhellénique de l’oracle d’Apollon[18].

#### Plus récemment
À la fin du XXe siècle coexistent deux courants d'interprétation : un « orientaliste » — qui y voit les traces d'un culte solaire (celui d'Hélios, célébré annuellement à Alexandrie), avec des éléments de textes ésotériques hébraïques — et un « romaniste » qui rattache le thème à la tradition d'Hésiode et de Théocrite, contaminée par la tradition millénariste — qui a cours chez les Grecs, les Étrusques et les Romains — transmise par les livres sibyllins.

### Traductions
Valéry, sollicité par le Dr Roudinesco pour écrire une traduction en vers des Bucoliques, a analysé dans Variations sur les Bucoliques « les problèmes d’un créateur confronté à la difficulté de transcrire le discours d’un autre créateur dans sa langue à lui [et] analyse avec beaucoup de lucidité à la fois ce qui fait la genèse d’une écriture, et ce qui scelle en même temps l’impossibilité d’une traduction non mutilante ou réductrice pour l’original ». Il a fait une traduction en alexandrins non rimés que certains, comme Jacques Perret, considèrent particulièrement réussie, mais dont lui-même n’était pas très satisfait. En 1958 Marcel Pagnol propose une traduction rimée,.